# 铜头蛇行动
铜头蛇行动（英語：Operation Copperhead）是第二次世界大战中英国进行的一次小型军事欺骗行动。这次行动是保镖行动的一部分；保镖行动的整体目标是为了隐藏诺曼底战役的真实意图，而其中铜头蛇行动的目标是使德国情报机构误判蒙哥马利上将的位置。达德利·克拉克于1944年观看电影《开罗谍报战》后策划了本次行动。
德军最高统帅部认为，蒙哥马利作为盟军最杰出的指挥官，将在英吉利海峡的渡海登陆作战中发挥重要作用。克拉克和其他军事欺骗计划者推断，蒙哥马利将军在英国以外的高调亮相将传递出“盟军不会在近期发动登陆作战”的訊息。克拉克找到面貌酷似蒙哥马利的演员克利夫顿·詹姆斯，安排其与蒙哥马利本人接触一段时间，以便学习蒙哥马利举手投足间的特殊习惯。1944年5月26日，詹姆斯按计划飞往直布罗陀和阿尔及尔，故意出现在德国情报特工视野中，随后秘密飞往开罗隐藏起来，直至登陆作战结束后蒙哥马利本人在诺曼底公开亮相。
铜头蛇行动没有传达到德军高层，也没有对德军的计划造成显著影响。本次行动执行于D日前夕，同时进行的还有若干其他军事欺骗计划。德国情报机构认定确实是蒙哥马利出访，但是怀疑这次访问是欺骗性质的，因此对其没有特别重视。战后，詹姆斯将本次行动始末撰写成书《我是蒙蒂的替身》並改编为电影，詹姆斯出演其中主角。

## 背景

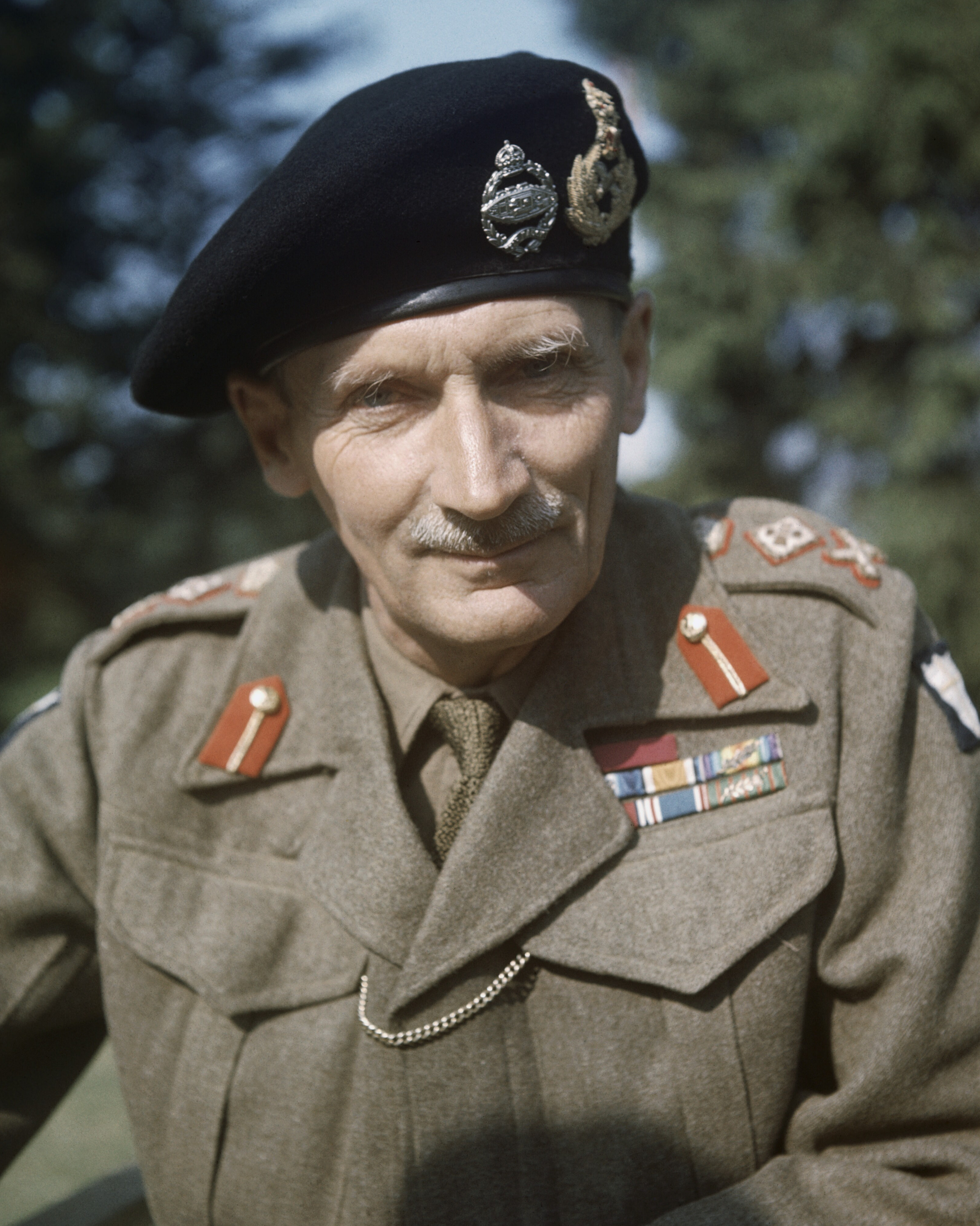
蒙哥马利，1943年

为了准备1944年诺曼底战役，盟国执行了一系列复杂的军事欺骗计划，代号保镖。保镖行动的整体目标是迷惑德军最高统帅部，隐藏真实的登陆时间和地点。保镖行动花费大量时间虚构了美国第一集团军群，同时通过众多政治和军事手段传递出虚构的盟军作战计划，假装将要进攻加来海峡省。铜头蛇行动是保镖行动中的一小部分，由达德利·克拉克策划。之前的作战中，克拉克在开罗成立了A部队，专门从事策略性欺骗行动。虽然理论上保镖行动应由伦敦控制部门负责，但是由于地理因素，实际上大部分行动由克拉克和A部队策划。
1944年1月，克拉克在访问那不勒斯时，观看了电影《开罗谍报战》。电影中，演员迈尔斯·曼德扮演蒙哥马利，其中包括由一个角色化装为另一个角色的情节。克拉克受此启发，提出可以在现实中使用同样的伎俩，在D日前误导德军指挥官，使其迷惑于蒙哥马利的位置。
德军最高统帅部认为，作为盟军最杰出的指挥官之一，蒙哥马利必定会出现在进攻法国的前线。克拉克希望，蒙哥马利在直布罗陀和非洲的出现将使德军更倾向相信代号“复仇”的行动真实性，即盟军将从法国南部登陆，而非渡过英吉利海峡登陆。1944年2月，克拉克和伦敦控制部门、B行动部门共同起草了铜头蛇行动的计划，以支持复仇行动。

## 行动

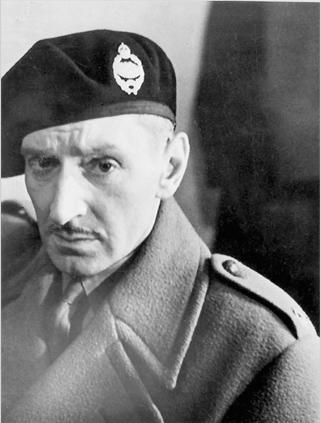
克利夫顿·詹姆斯，化装为蒙哥马利，1944年

作为行动的首选，电影《开罗谍报战》的演员曼德身高太高，不符合要求。另一个面貌酷似蒙哥马利的人在行动组找上门之前不久，才刚刚在一场摩托车车祸中摔断了腿。最终，B行动部门负责人杰维斯·里德中校在《编年史新闻》中发现了克利夫顿·詹姆斯的照片。詹姆斯是澳大利亚人，战前从事演员工作25年，当时正在皇家薪水部队服役。著名演员大卫·尼文上校受托联系了詹姆斯，假称希望他前来为军事题材的电影试镜，直至会面后，詹姆斯方得知他要扮演的真实角色。
詹姆斯并不是蒙哥马利的完美替身。他在第一次世界大战中失去了一根手指，所以需要制作假肢。他也没有乘过飞机，因此伦敦控制部门的丹尼斯·惠特利为其安排了一次测试飞行，以确保他不会晕机。最后，詹姆斯酗酒、吸雪茄，而蒙哥马利滴酒不沾，也不喜欢吸烟。铜头蛇行动的计划者担心若是有人发现詹姆斯饮酒，整个计划都会失败。尽管存在这些问题，蒙哥马利本人还是批准了计划，开始实施行动。为了进入状态，詹姆斯冒充记者和蒙哥马利将军接触了一段时间，以便学习蒙哥马利举手投足间的特殊习惯。
铜头蛇行动首先通过英国的双重间谍系统散布了消息称，登陆进攻的地面力量将由蒙哥马利指挥。随后，1944年5月26日，詹姆斯连夜从诺斯霍尔特皇家空军基地飞往直布罗陀，在德军位于西班牙境内的观察哨的监视下公开现身。一个小插曲是詹姆斯偷带了一瓶杜松子酒登机，因此降落前飞机不得不盘旋了一个小时，以便让詹姆斯清醒过来。在当地，詹姆斯和直布罗陀总督拉尔夫·伊斯特伍德爵士共进早餐，期间在盟军安排下，一个已暴露德国特工身份的西班牙使节访问了总督府，此人在詹姆斯离开后立刻返回西班牙境内，向其德国上线汇报了这一消息。
接下来，詹姆斯飞往阿尔及尔，在机场公开检阅了部队，驱车前往会见了梅特兰·威尔逊上将，假装讨论对法国南部的行动计划。随即，詹姆斯转移至一处偏僻的别墅，事后有消息称这一转移的原因是有人发现詹姆斯吸烟，以及在街头闲逛；其访问计划也因此被迫缩短。无论原因为何，詹姆斯于次日秘密飞往开罗隐藏起来，直至登陆作战结束后蒙哥马利本人在诺曼底公开亮相。同时，有关部门利用在北非的双重间谍继续营造蒙哥马利尚在这一区域的假象。

## 影响
铜头蛇行动的影响并不清晰。蒙哥马利的访问被传递至德军指挥系统中，部分双重特工稍后接到了关于收集蒙哥马利行动信息的要求。然而，没有迹象显示蒙哥马利的出现影响了德军对近期登陆作战威胁的判断。历史学家约书亚·莱文在其2011年的著作中认为，铜头蛇行动执行于D日之前十天左右，而飞往北非短期访问并不能排除近期登陆的可能性。
另一个因素是，1944年5月初，一个向德国出售虚构情报的不受控制的特工向德军传递了一次会议的细节，会议内容是若干盟军高阶军官在直布罗陀的讨论。战后解密的文档显示，德军认为这一信息十分可疑，因此对于蒙哥马利的出现同样持怀疑态度。尽管双重特工从阿勃维尔处收到大量关于蒙哥马利行踪的紧急请求，但蒙哥马利访问的信息并没有传递至德军驻法国指挥部。根据被俘的德军将领回忆，德国情报机构认定确实是蒙哥马利出访，但是怀疑这次访问是欺骗性质的。保镖行动已经迷惑了德军指挥机关对盟军意图的判断，蒙哥马利出访直布罗陀对德军整体的判断几乎没有影响。
詹姆斯本人并没有特别享受假扮蒙哥马利的经历。尽管在行动期间，他领取了和蒙哥马利同等的薪水（每天10英镑），这一任务对他的压力很大。在蒙哥马利公开亮相于诺曼底滩头之后，詹姆斯飞回英格兰，继续正常服役，同时被警告不得透露行动内容。丹尼斯·惠特利在其回忆录中表示，他感到詹姆斯及其努力受到了不公正的对待。

## 后续
1954年，詹姆斯将行动始末撰写成书，名为《我是蒙蒂的替身》。英国政府没有阻止该书的出版。1958年，该书被改编为同名电影。詹姆斯同时出演其中蒙哥马利和詹姆斯本人两个角色，约翰·米尔斯饰演一个情报特工。

## 备注
1. ↑  蒙蒂是蒙哥马利的昵称[12]。

### 脚注
1. ↑  Holt (2005), p. 811
2. ↑  Holt (2005), p. 897
3. ↑  Rankin (2008), p. 178
4. 1 2 3 4 5 6 7  Levine (2011), pp. 262–263
5. 1 2 3 4 5 6 7 8 9  Holt (2005), pp. 560–561
6. 1 2  Casey (2005)
7. 1 2 3 4  Rusbridger (1991), p. 178
8. ↑  Hesketh (1999), pp. 122–124
9. 1 2  Wise (2002), p. 36
10. 1 2 3 4  Levine (2011), pp. 264–266
11. ↑  Lord (2003), p. 123
12. ↑  Reader's Digest (1969), p. 284
13. ↑  Holt (2005), p. 786

### 书目
- Casey, Dennis. . Spokesman Magazine. 2005  [2016-05-04]. OCLC 836829486. （原始内容存档于2016-02-22）.
- Holt, Thaddeus. . Phoenix. 2005. ISBN 0-7538-1917-1.
- Hesketh, Roger.  Repr. (twice). St. Ermin's. 1999. ISBN 0-316-85172-8.
- Levine, Joshua. . Collins. 2011. ISBN 0-00-741324-6.
- Lord, Graham. . St. Martin's Press. 2003. ISBN 0312328648.
- Rankin, Nicholas. . Faber and Faber. 2008. ISBN 0-571-22195-5.
- Reader's Digest. . The Reader's Digest Association. 1969. ISBN 0-89577-029-6.
- Rusbridger, James. . London: Tauris. 1991. ISBN 1-85043-338-0.
- Wise, James E.; Baron, Scott.  1. print. Annapolis: Naval Institute Press. 2002. ISBN 1-55750-965-4.

### 延伸阅读
- British National Archives, "A" Force Permanent Record File, Narrative War Diary, CAB 154/4 pp. 85–90